# Angitia ligneola
Angitia ligneola là một loài bướm đêm trong họ Noctuidae.